# Su-6
Su-6 (ros. Су-6) – radziecki, prototypowy samolot szturmowy konstrukcji Pawła Suchoja. Pomimo bardzo dobrych ocen i właściwości pilotażowych maszyna nigdy nie weszła do produkcji seryjnej.

## Historia

### Geneza
W 1932 roku  Wojskowe Siły Powietrzne Robotniczo-Chłopskiej Armii Czerwonej (WWS RKKA) przyjęła nową doktrynę operacyjną. W jej następstwie w Związku Radzieckim rozpoczęto szeroki program modernizacji wojskowej floty powietrznej. Jednym z rozpoczętych projektów był program pozyskania nowego samolotu szturmowego. W maju 1939 roku Ludowy Komisariat Przemysłu Lotniczego zwrócił się z prośbą do Pawła Suchoja o przedstawienie do dnia 1 lipca tego samego roku, wstępnej oceny możliwości budowy samolotu szturmowego. Zakładano, iż nowa maszyna ma powstać w oparciu o konstrukcję Su-2. Od nowej konstrukcji oczekiwano: prędkości rzędu 450 km/h, maksymalnego zasięgu wynoszącego 1200 km, uzbrojenia w dwa karabiny maszynowe kalibru 12,7 mm i dwa kalibru 7,62 mm, opancerzenia kabiny pilota i zbiornika z paliwem. Suchoj pozytywnie odniósł się do projektu i 29 lipca 1939 roku Komitet Obrony przy Radzie Komisarzy Ludowych ZSRR zobowiązał Suchoja do zaprojektowania nowego samolotu.

### Projekt
8 września tego samego roku gotowy był szczegółowy projekt samolotu. Zakładał on możliwość zamontowania silnika gwiazdowego Tumanski M-88 lub nowocześniejszego Szwiecow M-71. 25 września 1939 roku zatwierdzono realizację projektu samolotu oznaczonego wstępnie jako OBSz M-71. 1 lutego 1940 roku zatwierdzono naturalnej wielkości makietę samolotu wykonaną w Fabryce nr 135 w Charkowie. 4 marca tego samego roku Komitet Obrony przy Radzie Komisarzy Ludowych ZSRR zobowiązał Suchoja i kierownictwo fabryki do wybudowania dwóch prototypów samolotu. Gotowe maszyny miały być przekazane do prób państwowych odpowiednio 15 listopada i 15 grudnia 1940 roku. Problemy z terminowymi dostawami silników M-71 oraz przeniesienie biura konstrukcyjnego Suchoja z Fabryki nr 135 do podmoskiewskiej Fabryki nr 289 opóźniły prace. Ostatecznie pierwszy prototyp (Su-6/81) gotowy był 28 lutego 1941 roku. Otrzymał on oficjalne oznaczenie Su-6 i 13 marca 1941 roku po raz pierwszy wzbił się w powietrze. Samolot był klasycznym, jednomiejscowym, wolnonośnym dolnopłatem o mieszanej konstrukcji. Do napędu użyto 18-cylindrowy, chłodzony powietrzem silnik w układzie podwójnej gwiazdy M-71 z trójłopatowym śmigłem samonastawnym AW-5-4A o rozpiętości 3250 mm. Samolot uzbrojony był w sześć karabinów maszynowych SzKAS kalibru 7,62 mm. Dwa z nich strzelały poprzez śmigło, pozostałe cztery poza jego obrysem. Pierwsze badania w locie nowej konstrukcji przeprowadzono pomiędzy marcem a kwietniem 1941 roku w Naukowo-Badawczym Instytucie Ludowego Komisariatu Przemysłu Lotniczego. W ich trakcie zmodyfikowano opancerzenie samolotu powiększając boczne płyty chroniące pilota, zamontowano celownik optyczny PBP-1a, radiostację, zmieniono kształt chwytu powietrza do silnika. Drugi prototyp (Su-6/82) ukończony został 10 czerwca 1941 roku, sześć dni później wzbił się po raz pierwszy w powietrze. Względem pierwszego samolotu zmieniono kształt osłony głowy pilota montując półkolistą płytę pancerną, zamontowano przednią płytę pancerną oraz nowe osłony boczne. Przednia część owiewki chroniona była pancerną szybą o grubości 65 mm. W lipcu 1941 roku podczas podchodzenia do lądowania uszkodzono podwozie samolotu ale szybko przywrócono go do normalnego stanu. Pomiędzy sierpniem a wrześniem 1941 roku przeprowadzono ostatnie badania w locie pierwszego prototypu. Uzyskano zadowalające wyniki potwierdzające dobre właściwości pilotażowe. Wskazano jednak na potrzebę dalszego opancerzenia samolotu, zalecono zamontowanie działek WJa-23 kalibru 23 mm, zwiększenie udźwigu bomb i przystosowanie samolotu do przenoszenia niekierowanych pocisków rakietowych. Su-6/81 skierowano do dalszych prób w Naukowo-Badawczym Instytucie Sił Powietrznych Robotniczo-Chłopskiej Armii Czerwonej (NII WWS RKKA) a prototyp Su-6/82 poddano modyfikacjom zgodnie ze wskazówkami. Samolot otrzymał przesunięty do osi maszyny, mniejszy chwyt powietrza do silnika, automatyczne sloty ułatwiające manewrowanie samolotem na dużych kątach natarcia, uzbrojono w dwa działka WJa-23 i cztery karabiny SzKAS. Pod skrzydłami umieszczono dziesięć wyrzutni pocisków rakietowych RS-82 (po pięć na skrzydło). Tak zmodyfikowany samolot skierowano na próby państwowe w NII WWS RKKA. Badania w locie przeprowadzano w okresie od lutego do marca 1942 roku oraz od kwietnia do maja tego samego roku wykazały, że Su-6 ma większą prędkość maksymalną, stateczność i sterowność niż Ił-2. Jest lepiej od niego uzbrojony ale posiada mniejszy udźwig bomb (o 200 kg) i mniejszy zasięg w porównaniu z konstrukcją Iliuszyna. Wskazano także na konieczność poprawy widoczności z kabiny poprzez podniesienie fotela pilota, dalsze dopancerzenia samolotu, zdublowanie układu sterowania. W lipcu 1942 roku samolot skierowano ponownie na badania w locie, które zakończyły się przygotowaniem projektu o budowie do 1 grudnia 1942 roku serii 25 maszyn do przeprowadzenia prób w realnych warunkach bojowych.

### Brak silnika
Po próbach zmodyfikowanego prototypu Su-6/82, którego osiągi przewyższały parametry Ił-2 wydawało się, że nic już nie stoi na przeszkodzie, aby uruchomić produkcję seryjną samolotu. Na przeszkodzie stanęły wydarzenia na froncie. Przemysł lotniczy Związku Radzieckiego nie ma wolnych mocy produkcyjnych, aby uruchomić produkcję silników M-71. Do Kaukazu i Stalingradu w błyskawicznym tempie zbliżają się wojska niemieckie. W tym momencie przemysł nastawiony jest na maksymalizację produkcji wdrożonych już typów uzbrojenia i wyposażenia. Jedyną fabryką, która mogła się podjąć produkcji silników M-71 jest Fabryka nr 19, ale jej priorytetem jest produkcja silników M-82 stosowanych w najnowszych w owym okresie myśliwcach Ła-5. W tej sytuacji w sierpniu 1942 roku zapada decyzja o budowie jedynie dwóch zmodernizowanych egzemplarzy. Samoloty otrzymują nowe uzbrojenie strzeleckie, w miejsce WJa-23 montowane są działka kalibru 37 mm (w pierwszej maszynie NS-37, w drugiej Sz-37), z czterech karabinów kalibru 7,62 mm pozostają tylko dwa. Obydwa samoloty mają otrzymać mocniejsze silniki M-71F. Kadłub samolotów podzielono na dwie części, przednią, metalową, całkowicie opanacerzoną i tylną drewnianą. Zdublowano sterowanie sterami wysokości i kierunku. W grudniu 1942 roku ukończono pierwszy (z działkami NS-37) z zaplanowanych dwóch samolotów Su-6M-71F. Nie ukończono drugiego samolotu, a pierwszy nigdy nie wzbił się w powietrze.

### Wersja dwumiejscowa
Tymczasem na froncie głównym samolotem szturmowym radzieckich sił powietrznych stawał się Ił-2. Stało się jasne, że tylko dwumiejscowa maszyna może uzyskać akceptacje w kręgach decyzyjnych i zostać skierowana do produkcji seryjnej. W styczniu 1943 roku Suchoj przedstawił projekt wersji dwumiejscowej Su-6M-71F, który został zaakceptowany przez siły powietrzne i 20 stycznia 1943 roku skierowany do realizacji. W nowej konstrukcji za kabiną pilota umieszczono stanowisko strzelca pokładowego obsługującego karabin UBT-12,7 kalibru 12,7 mm. Zwiększono wysokość kabiny, zmodyfikowano opancerzenie, podzielono komorę bombową na dwa przedziały a trójłopatowe śmigło AW-5-4A zastąpiono czterołopatowym AW-9-4A. Nowy samolot po raz pierwszy wzniósł się w powietrze 10 marca 1943 roku a pomiędzy czerwcem a sierpniem tego samego roku przeprowadzono próby państwowe w locie. Maszyna uzyskała bardzo pozytywne opinię i rekomendację do uruchomienia produkcji seryjnej. Swoimi osiągami Su-6 deklasował masowo produkowanego Ił-2. I tym razem na przeszkodzie stanęły problemy z uruchomieniem seryjnego montażu silnika M-71F. W takiej sytuacji Suchoj zaproponował przystosowanie samolotu do dostępnego masowo silnika Szwiecow M-82FN. Władny podjąć decyzję co do dalszych losów samolotu Ludowy Komisariat Przemysłu Lotniczego wybrał drogę dalszych prac, badań i testów. Nakazano przeprowadzenie prób samolotu z rzędowym silnikiem chłodzonym cieczą AM-42, silnikiem o mniejszej mocy niż M-71F oraz przeprowadzić próby porównawcze z najnowszymi Ił-8 i Ił-10. Ten krok w tył w konstrukcji samolotu zaowocował pismem wystosowanym do Józefa Stalina, w którym inżynierowie zaangażowani w pracę nad samolotem wskazywali na bezzasadność budowania samolotu z silnikiem AM-42, skutkującą pogorszeniem się osiągów samolotu. Pismo pozostało bez odpowiedzi a 12 grudnia 1943 roku ludowy komisariat oficjalnie polecił Suchojowi wybudowanie wersji z silnikiem AM-42. Nowy samolot ukończony został do końca lutego 1944 roku. Zwiększono rozpiętość usuwając jednocześnie sloty, zmodyfikowano usterzenie poziome, powiększono tylne kółko, przednie golenie przesunięto do przodu, wolant zastąpiono drążkiem sterowym. Zastosowano nowe, czterołopatowe śmigło AW-9Ł-172, wzrosła masa opancerzenia. Gotowy samolot Su-6AM-42 po raz pierwszy wzbił się w powietrze 22 lutego 1944 roku. Po wykonaniu ośmiu lotów maszynę poddano dalszym modyfikacjom, między innymi usunięto działka NS-37 a w ich miejsce zamontowano WJa-23. Po przebudowie, między kwietniem a lipcem 1944 roku samolot przeszedł próby państwowe, które przerwano 15 maja 1944 roku z powodu problemów z silnikiem AM-42. Porównanie Su-6 z Ił-8, który nie wszedł do produkcji i Ił-10, którego seryjną produkcję uruchomiono wypadło na korzyść konstrukcji Pawła Suchoja. Ostatnie loty Su-6 wykonano 12 i 17 lipca 1944 roku. Z powodu dalszych problemów z silnikiem dalsze badania i próby zostały przerwane.

## Samolot myśliwski
Równolegle do prac nad szturmowym Su-6, Suchoj prowadził badania nad myśliwską wersją maszyny. Pierwsze rysunki techniczne myśliwca bazującego na konstrukcji Su-6 ukończono 25 lutego 1942 roku. Samolot napędzany miał być silnikiem M-71, uzbrojony w karabin BS-12,7 zamontowany w kadłubie i strzelający poprzez śmigło oraz dwa karabiny SzWAK-20 w płacie. Samolot miał mieć również możliwość przenoszenia pod skrzydłami sześciu rakiet RS-82 i dwóch bomb FAB-100. Po dalaszych modyfikacjach mających na celu zmniejszenie ciężaru samolotu do 4850 kg (między innymi zrezygnowano z karabinu BS-12,7 a SzWAK-20 zastąpiono dwoma działkami WJa-23) tak zmodernizowany samolot (Su-6/82) poddano badaniom we wrześniu 1943. Z powodów problemów z silnikiem i instalacją hydrauliczną sterującą podwoziem próby samolotu w konfiguracji samolotu myśliwskiego przerwano. Innym projektem Suchoja była wersja myśliwskiego samolotu wysokościowego oznaczona jako Su-6GK kontynuowana później w samolocie Su-7.

## Dane taktyczno-techniczne
| Model                         | Su-6/81     | Su-6/82               | Su-6/WS               | Su-6M-71F                         | Su-6 AM-42 marzec 1944            | Su-6 AM-42 lipiec 1944            |
| Załoga                        | 1           | 1                     | 1                     | 2                                 | 2                                 | 2                                 |
| Silnik                        | M-71        | M-71                  | M-71F                 | M-71F                             | AM-42                             | AM-42                             |
| Moc (KM)                      | 1700/2000   | 1700/2000             | 1850/2200             | 1850/2200                         | 1770/2000                         | 1770/2000                         |
| Długość (m)                   | 9,133       | 9,243                 | 9,243                 | 9,243                             | 9,5                               | 9,5                               |
| Rozpiętość skrzydeł (m)       | 13,5        | 13,5                  | 13,5                  | 13,5                              | 13,58                             | 13,58                             |
| Wysokość (m)                  | 3,983       | 3,89                  | 3,89                  | 3,89                              | 3,98                              | 3,98                              |
| Powierzchnia nośna (m²)       | 26,0        | 26,0                  | 26,0                  | 26,0                              | 28,6                              | 28,6                              |
| Masa własna (kg)              | 3187        | 3727                  | 3835                  | 4110                              | 4370                              | 4366                              |
| Maksymalna masa startowa (kg) | 4297        | 5450                  | 5652                  | 5934                              | 6200                              | 6200                              |
| Maksymalna prędkość (km/h)    | 566         | 527                   | 586                   | 514                               | 519                               | 521                               |
| Rozbieg (m)                   |             | 520                   | 520                   | 410                               | 420                               | 540                               |
| Dobieg (m)                    |             | 440                   | 440                   | 730                               |                                   | 660                               |
| Maksymalny zasięg (km)        | 700         | 576                   |                       | 973                               | 850                               | 790                               |
| Pułap (m)                     | 10 500      | 7600                  |                       | 8100                              |                                   | 8100                              |
| Uzbrojenie strzeleckie        | 6 × 7,62 mm | 2 × 23 mm 4 × 7,62 mm | 2 × 37 mm 2 × 7,62 mm | 2 × 37 mm 2 × 7,62 mm 1 × 12,7 mm | 2 × 37 mm 2 × 7,62 mm 1 × 12,7 mm | 2 × 23 mm 2 × 7,62 mm 1 × 12,7 mm |